# イェーリバラ (小惑星)
イェーリバラ(1073 Gellivara)は、小惑星帯に位置する小惑星の1つである。オーストリアの天文学者ヨハン・パリサによってウィーン天文台で発見された。名前はスウェーデンの地名イェリヴァーレにちなむ。